# Maurice Braibant
Pour les articles homonymes, voir Braibant (homonymie).
Maurice Braibant, né le 16 septembre 1863 à Paris et mort le 3 mars 1922 à Paris, est un homme politique français.

## Biographie
Avoué à Largentière en 1890, il devient avocat en 1893. En 1895, il devient avoué plaidant à Bar-le-Duc. Il est avocat à Paris en 1900, après avoir été juge suppléant à Reims pendant un an. Il est juge au tribunal civil de Laon de 1908 à 1919. 
Il fut élu conseiller d'arrondissement de 1901 à 1904, et conseiller général du canton de Château-Porcien de 1904 à 1922, il est maire d'Herpy-l'Arlésienne en 1902. Il est député des Ardennes de 1910 à 1919 pour la circonscription de Rethel, inscrit au groupe de la Gauche radicale. Il est le père de Charles Braibant.
Il a déployé une immense énergie pour les réfugiés des Ardennes notamment au sein de La Fraternelles Ardennaise comme en témoignent les 34 000 lettres reçues de ses chers Ardennais.

## Archives
Les papiers personnels de Maurice Braibant sont conservés aux Archives nationales sous la cote 366AP

## Sources
- « Maurice Braibant », dans le Dictionnaire des parlementaires français (1889-1940), sous la direction de Jean Jolly, PUF, 1960 [détail de l’édition]